# SonicStage
SonicStage是索尼推出的隨身聽Walkman用的音樂管理程式，它適用於微軟Windows作業系統。最初版本為1999年推出OpenMG Jukebox（初時並未使用SonicStage這個名字），它可以用於筆記型電腦VAIO和Net MD隨身聽上，其後OpenMG Jukebox被納入SonicStage 2.0。在2005年，新力公司除發表了SonicStage 3.0外，也另外推出了音樂管理程式「CONNECT Player」。CONNECT Player是由美國新力公司分部Sony Connect於2005年開發，在2005年11月與索尼的新型硬碟數位音樂播放器「NW-A Walkman」系列一同發佈到歐洲與日本市場。2006年1月，歐洲索尼因接到過千宗關於CONNECT Player的問題報告，建議使用者在等待進一步更新時改用SonicStage。2006年5月25日，Sony Connect發佈SonicStage CP 4.0，為SonicStage加入如智能隨機播放與智慧搜尋連結（Artist Link）等功能。2009年6月11日發佈的SonicStage V Ver.5.2是SonicStage的最終版本。2009年8月11日，索尼結束SonicStage 3.3以後版本的自動取得音樂資訊功能。2009年10月7日，索尼發佈x-アプリ，取代SonicStage。2012年10月1日，數位音樂下載服務「mora」全面改版，不再提供SonicStage使用者購買及下載音樂。

## 问题
直至今日 SonicStage CP 也以對多國語系支援不足而為人詬病。另外，此软件的文件版权限制受到部分用户的批评。